# Фендельс
Фендельс (нем. Fendels) — коммуна в Австрии, в федеральной земле Тироль.
Входит в состав округа Ландек. Площадь общины составляет 13,48 км², население — 275 человек (1 января 2021), плотность населения — 20 чел./км².

## Население
| Год  | Численность |
| ---- | ----------- |
| 1869 | 216         |
| 1889 | 231         |
| 1890 | 204         |
| 1900 | 168         |
| 1910 | 165         |
| 1923 | 159         |
| 1934 | 167         |
| 1939 | 153         |
| 1951 | 149         |
| 1961 | 151         |
| 1971 | 175         |
| 1981 | 199         |
| 1991 | 210         |
| 2001 | 258         |
| 2011 | 260         |
| 2021 | 275         |

## Политическая ситуация
Бургомистр коммуны — Хайнрих Шерль (АНП) по результатам выборов 2004 года.
Совет представителей коммуны (нем. Gemeinderat) состоит из 11 мест.
- местный список: 11 мест.